# Normal (téléfilm)
Pour les articles homonymes, voir Normal.
Pour plus de détails, voir Fiche technique et Distribution.
Normal est un téléfilm américain réalisé par Jane Anderson, sorti en 2003.

## Synopsis
Lors de leur 25ème anniversaire de mariage, Ruth Applewood, appelée jusqu'ici Roy, annonce à sa femme Irma sa transidentité.

## Fiche technique
- Titre : Normal
- Réalisation : Jane Anderson
- Scénario : Jane Anderson
- Musique : Alex Wurman
- Photographie : Alar Kivilo
- Montage : Lisa Fruchtman
- Société de production : HBO Films et Avenue Pictures
- Pays :  États-Unis
- Genre : Drame
- Durée : 110 minutes
- Dates de diffusion : 
  -  États-Unis : 16 mars 2003

## Distribution
- Tom Wilkinson : Ruth Applewood
- Jessica Lange : Irma Applewood
- Richard Bull : Roy Sr.
- Mary Seibel : Em, la mère de Ruth
- Danny Goldring : l'ami de l'église Pete
- Hayden Panettiere : Patty Ann Applewood
- Randall Arney : le révérend Dale Muncie

## Distinctions
Le film est nommé pour 6 Emmy Awards et remporte l'Emmy Award du meilleur maquillage (non prothétique) pour une mini-série ou un téléfilm. Il est également nommé pour 3 Golden Globes.